# ماتياس جيري
ماتياس جيري (بالمجرية: Győri Mátyás) (من مواليد 2 فبراير 1997)   هو لاعب كرة يد مجري  يلعب مع المنتخب الوطني المجري .  

## روابط خارجية
- ماتياش جيري على موقع الاتحاد الأوروبي لكرة اليد (الإنجليزية)

- Oregfiuk.hu
- Balatonfuredikc.hu
- Sportconcept.hu نسخة محفوظة 20 أبريل 2017 على موقع واي باك مشين.